# Жильберта Сван
Жильберта Сван (фр. Gilberte Swann) — один из центральных персонажей цикла романов Марселя Пруста «В поисках утраченного времени» (далее — «Поиски»), дочь Шарля Свана и Одетты, мадмуазель де Форшвиль, маркиза де Сен-Лу; первая любовь подростка-Рассказчика.

## Жильберта Сван в «Поисках»
Жильберта «всего на три-четыре месяца моложе героя». Первое упоминание её в «Поисках» связано с Берготом, о котором Сван как-то сказал юному Марселю, что тот друг его дочери; полусказочные представления Марселя о её дружбе с великим писателем стали отправной точкой в формировании образа Жильберты в его сознании: «мадемуазель Сван — это некое высшее существо». Несколько лет спустя после их случайной детской встречи в Комбре (предварённой восторженными впечатлениями героя от встречи с розовым боярышником), Марсель знакомится с Жильбертой (ей 14—15 лет) во время прогулок на Елисейских полях, и вскоре они становятся друзьями. Влюбившись в Жильберту, став постоянным гостем в доме её родителей, но, в сущности, не понимая её, Марсель после первой же ссоры и охлаждения к нему Жильберты решает больше с ней не встречаться. Через несколько лет, в разговоре с тяжело больным Сваном у Германтов, Марсель обещал ему повидаться с Жильбертой и написать ей письмо. Но в тот же вечер он признаётся самому себе: «Я разлюбил Жильберту. Она была для меня как бы покойницей, которую долго оплакивали, потом забыли и которая, если б она воскресла, уже не сумела бы врасти в жизнь, потому что эта новая жизнь ей чужда».
Ещё при жизни Свана его дядя, Руфус Израэльс, оставил Жильберте огромное наследство. После смерти отца и выхода матери замуж за её многолетнего любовника барона де Форшвиля Жильберта становится его приёмной дочерью, добавив к полученным миллионам дворянский титул и войдя в круг самых желанных невест высшего света. К этому времени относится эпизод случайной встречи Рассказчика с очень давно не виденной и потому неузнанной им Жильбертой — когда он принимает её за одну из девушек-аристократок из высокосортного дома свиданий, заочно рекомендованных ему Робером де Сен-Лу. Недоразумение разрешается через день, когда Рассказчик посещает герцогиню Германтскую: «В гостиной я увидел белокурую девушку, о которой я думал целые сутки, — ведь это же именно о ней рассказывал мне Сен-Лу. Она попросила герцогиню „представить“ меня ей. Когда я вошёл, у меня создалось впечатление, что я хорошо её знаю, но слова герцогини мгновенно рассеяли его: „А, вы уже познакомились с мадмуазель де Форшвиль?“ Меня же никто и не думал представлять девушке с такой фамилией, которая, конечно, поразила бы меня, так как хранилась в моей памяти с тех пор, как я наслушался рассказов об увлечениях Одетты и ревности Свана… Я не был бы крайне удивлен, услышав фамилию Форшвиль (я задавал себе вопрос: уж не родственница ли она тому Форшвилю, о котором я столько слышал?), если бы белокурая девушка не сказала мне сразу, видимо, желая тактично предупредить вопросы, которые были бы ей неприятны: „А разве вы не помните, что хорошо меня знали раньше? Вы приходили к вашей подруге Жильберте. Я сразу поняла, что вы меня не узнаёте. А я вас сейчас же узнала“».
Смерть Свана устранила для герцогини Германтской многолетнюю причину не принимать у себя его дочь, и вскоре 25-летняя мадемуазель «Сван, которая ещё не звалась Форшвиль, обедала у Германтов… она унаследовала от Свана изысканный такт и очаровательный ум, — герцог и герцогиня признали за ней эти качества и попросили её почаще у них бывать… Жильберта называла Форшвиля отцом, очаровывала пожилых дам из высшего света благовоспитанностью и хорошими манерами». Рассказчик отмечает: «Она могла и хотела держаться в высшей степени непринуждённо, заставила и меня признать себя и как-то раз заговорила при мне о своем родном отце. Но это был исключительный случай, и при ней никто больше не осмеливался упоминать о Сване».
Вскоре Марсель узнаёт о браке Жильберты и Робера де Сен-Лу. В первые месяцы брака она «была счастлива принимать у себя сливки общества… Но продолжалось это недолго, очень скоро всё резко изменилось… Жильберта начала открыто выказывать презрение к тому, чего она так добивалась, заявляла, что все обитатели Сен-Жерменского предместья — идиоты, у которых невозможно бывать, и, перейдя от слов к делу, перестала к ним ездить». Марсель провёл некоторое время в гостях у Жильберты в её отцовском имении Тансонвиль под Комбре — именно это пребывание ретроспективно описывается в самом начале «Поисков». В их финале, после завершения мировой войны и гибели на фронте Сен-Лу, вернувшийся в Париж после длительного отсутствия Рассказчик на приёме у принца Германтского с трудом узнаёт в толстой даме вдову Сен-Лу, принимая её за мать. Там же Жильберта представляет Марселю свою дочь — мадмуазель де Сен-Лу, «девушку лет шестнадцати», в которой «сторона Свана соединилась со стороной Германтов».
В шестой книге «Поисков» автор упоминает о том, что Жильберта в будущем станет герцогиней Германтской: «обитатели Сен-Жерменского предместья… не допытывались, благодаря какой случайности мадмуазель Сван превратилась в мадмуазель де Форшвиль, мадмуазель де Форшвиль — в маркизу де Сен-Лу, а потом и в герцогиню Германтскую». Однако последующее развитие сюжета не показывает, что маркиза Жильберта де Сен-Лу стала герцогиней Германтской и как это могло осуществиться; в финале «Поисков» этим титулом продолжает владеть здравствующая Ориана. Литературовед А. Д. Михайлов предполагал, что в отношении Жильберты «у Пруста содержится намёк на то, что ей предстоит выйти замуж за герцога Германтского».

## Прототипы

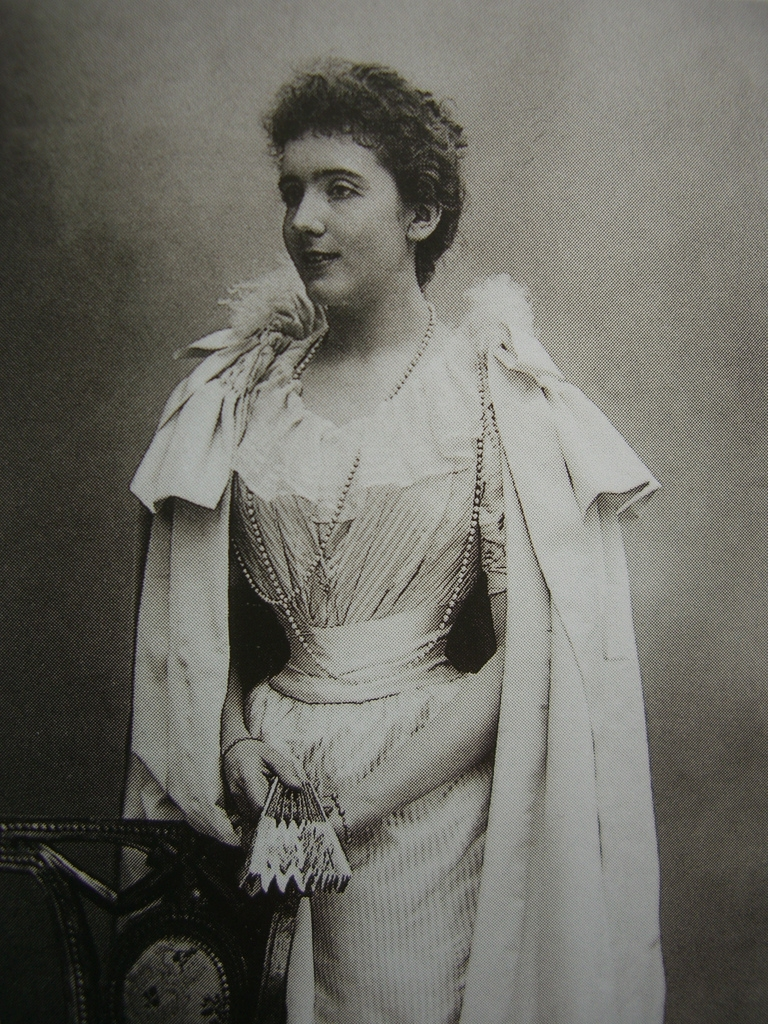
Мари де Бенардаки. 1893. Фото Поля Надара

- Мари де Бенардаки[фр.] (1874—1949), в замужестве княгиня Радзивил[22], внучка Дмитрия Егоровича Бенардаки, дочь его сына Николая, с детства вместе с сестрой и родителями жила в Париже и дружила с юным Прустом[23].
- Жанна-Мария Пуке (Jeanne-Marie Pouquet, 1874—1962)[22], вышедшая замуж за знакомого Пруста Гастона де Кайаве, их дочь Симона станет женой писателя Андре Моруа[24].
- Мадлена де Лори, дочь баронессы Пьербур, жена графа Жоржа де Лори[25].

## В экранизациях
- Эммануэль Розенталь — «Любовь Свана» Фолькера Шлёндорфа (1984);
- Эмманюэль Беар — «Обретённое время» Рауля Руиса (1999);
- Мари-Софи Фердан — «В поисках утраченного времени» Нины Компанеец (2011).